# Kissの行方
「kissの行方」（キスのゆくえ）は、日本の女性歌手・ANNAによる楽曲。彼女の2枚目のシングルとして2008年8月27日にジェネオンエンタテインメントから発売された。
表題曲「kissの行方」は、前作「ラッキーチューン」に引き続き、テレビアニメ『To LOVEる -とらぶる-』のエンディングテーマとして使用された。

## 音楽性
音楽批評誌の『CDJournal』はラブ・ソングの「kissの行方」、バラードのカップリング曲「SCAR」はともに切ない曲調でありながら、対照的なBPMで構成されると言及している。歌唱を担当したANNAについては、グループでのアーティスト活動とは違った一面があるとしながらも、インパクトがやや物足りないと講評した。それに対し、アニメソング・ライターの澄川龍一は主題歌「kissの行方」について好意的に反応している。具体的には、ポップ・ナンバーの前作「ラッキーチューン」から一転した作風に仕上がっていると指摘し、女子の揺れ動く恋心を綴った歌詞の内容やそれを適切に表現したANNAの歌唱力を取り立てて称賛している。

## 収録曲
1. kissの行方 [4:00]
作詞:坂本麗衣、作曲・編曲:中野雄太
2. SCAR [4:36]
作詞・作曲:渡辺翔、編曲:前口渉
3. kissの行方（Instrumental）
4. SCAR（Instrumental）